# فيرينك بيني جونيور
فيرينك بيني جونيور (بالمجرية: Bene Ferenc)‏ هو لاعب كرة قدم ومدرب كرة قدم مجري، ولد في 7 سبتمبر 1978 في بودابست في المجر. لعب مع نادي جاز ونادي فاساس.